# Baltagi Mehmet
Baltagi Mehmet (n. 1662, Osmancık⁠(d), Provincia Çorum, Turcia – d. iulie 1712, Lemnos, Administrația descentralizată a Mării Egee⁠⁠(d), Grecia) a fost mare vizir al Imperiului Otoman. L-a învins pe țarul Petru cel Mare în Bătălia de la Stănilești, însă a eșuat să fructifice victoria, încheind rapid un tratat de pace considerat de cercurile conducătoare otomane drept dezavantajos, astfel că a fost demis.